# 艾爾弗雷德港機場
艾爾弗雷德港機場（英語：Port Alfred Airport）是一個位於南非南部港口艾爾弗雷德港的機場。

## 跑道

### 07/25
- 長度：1100米
- 闊度：27米
- 表面：草

### 10/28
- 長度：1828米
- 闊度：30米
- 表面：草

### 18/36
- 長度：850米
- 闊度：30米
- 表面：草

1. ↑  . Great Circle Mapper.   [17 June 2013].